# Sokcho
Sokcho (del coreano: 속초), oficialmente Ciudad de Sokcho (en coreano: 속초, Sokcho-si), es una ciudad en la provincia de Gangwon al noreste de la república de Corea del Sur. Está ubicada al noreste de Seúl a unos 175 km (en línea recta), en la costa oeste del mar del Este. Su área es la más pequeña de la provincia con 105 km² y su población total es de 84.600 habitantes, según el censo de 2008.
La ciudad perteneció a Corea del Norte hasta el final de la guerra de Corea en 1953 cuando esta se dividió en dos naciones. Como resultado, muchos de sus habitantes están emparentados con los norcoreanos. 
Las playa de Sokcho cuenta con buena reputación, a pesar de que sólo está abierta durante 42 días cada año. Hay aguas termales en la ciudad, algunas de los cuales se han desarrollado en spas y salones. También hay campos de golf que son populares debido a su entorno natural.

## Administración
La ciudad de Sokcho se divide en 10 distritos (dong).

## Festivales
En la ciudad se celebra el festival cultural de Sokcho (설악문화재) a finales de octubre a los alrededores del monte Seoraksan, es un evento que se relaciona con la montaña y el mar, que incluye competiciones de escalada, visitar el parque nacional de Seoraksan, un concurso de pesca y degustación de platos de calamares.

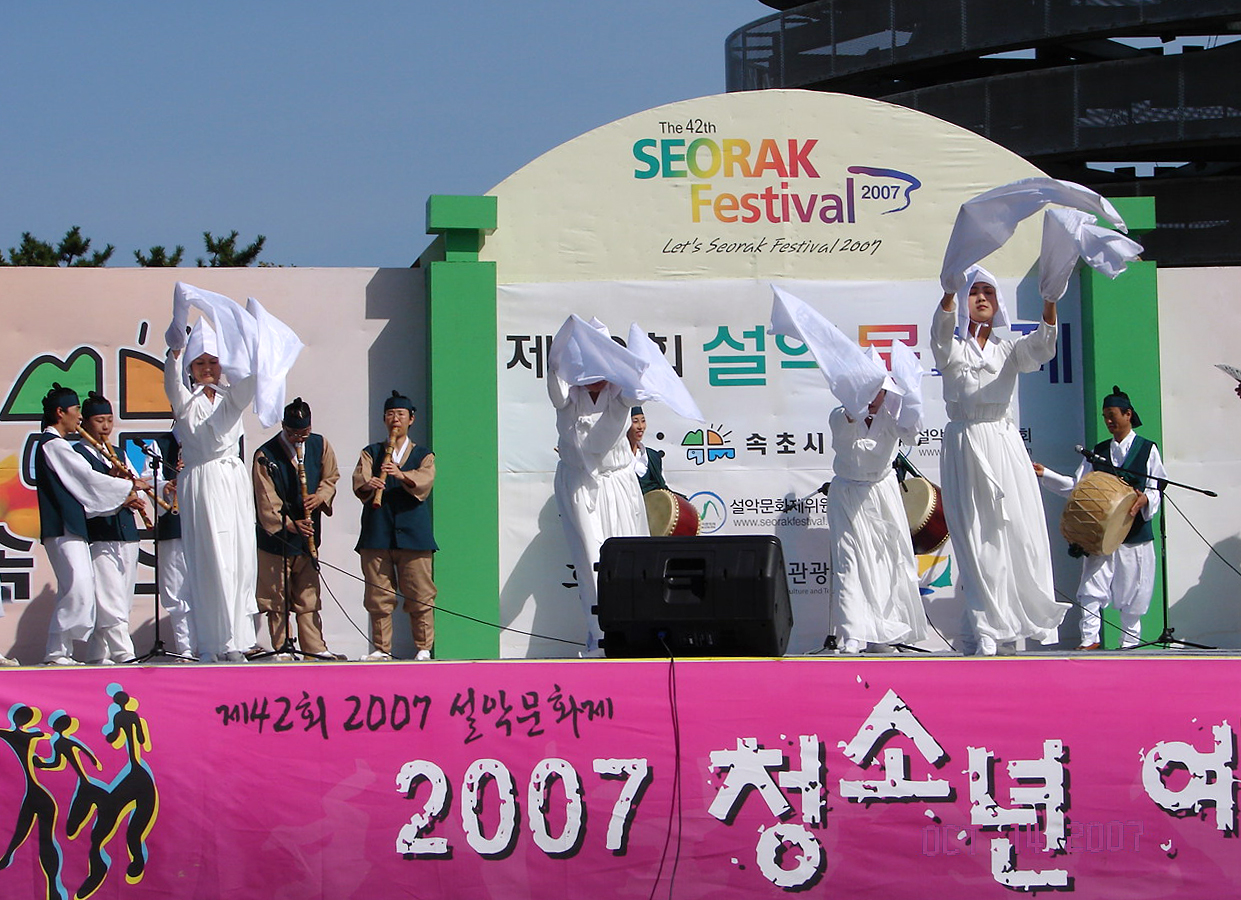
Bukcheong sajanori
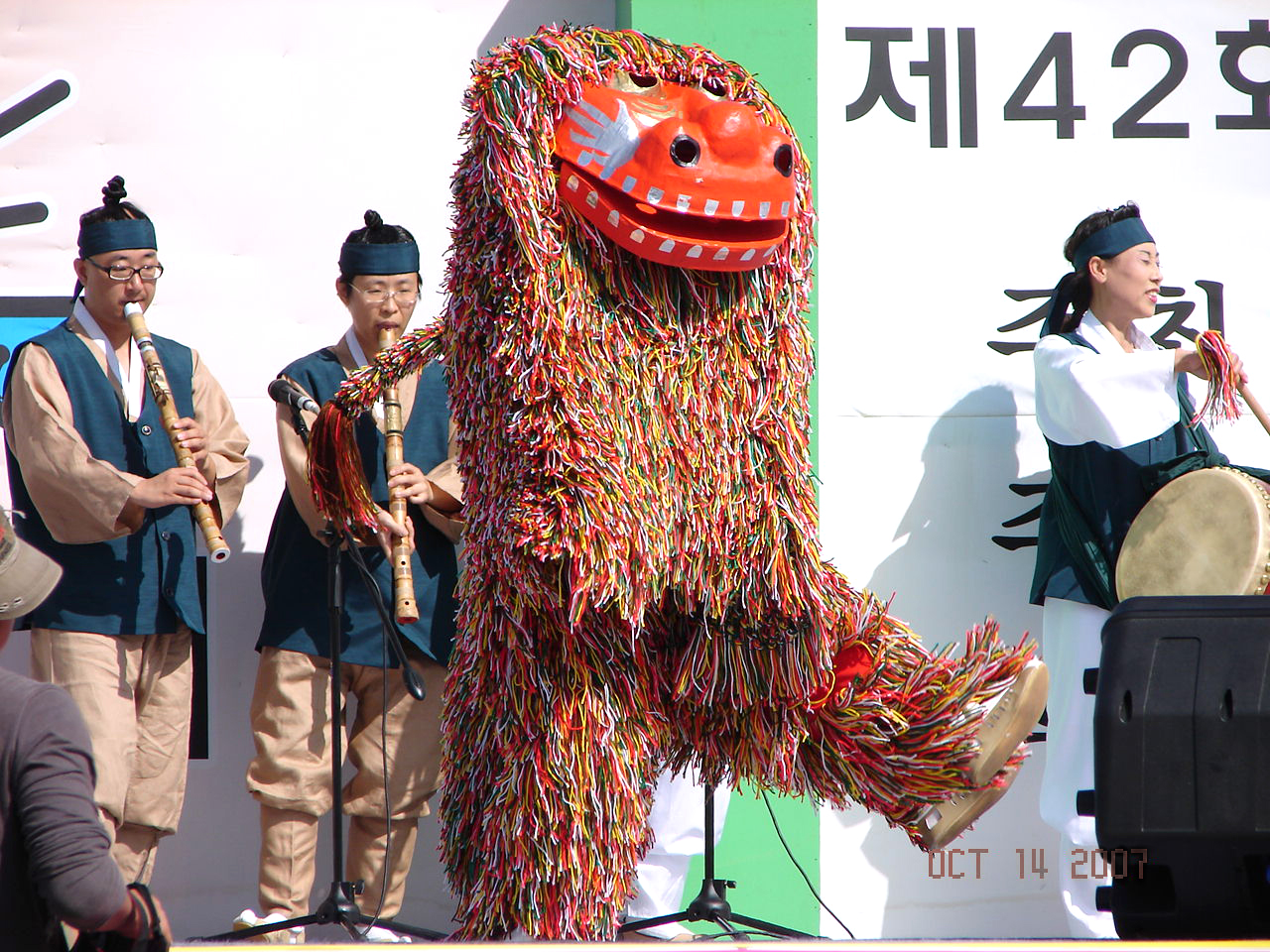
Bukcheong sajanori
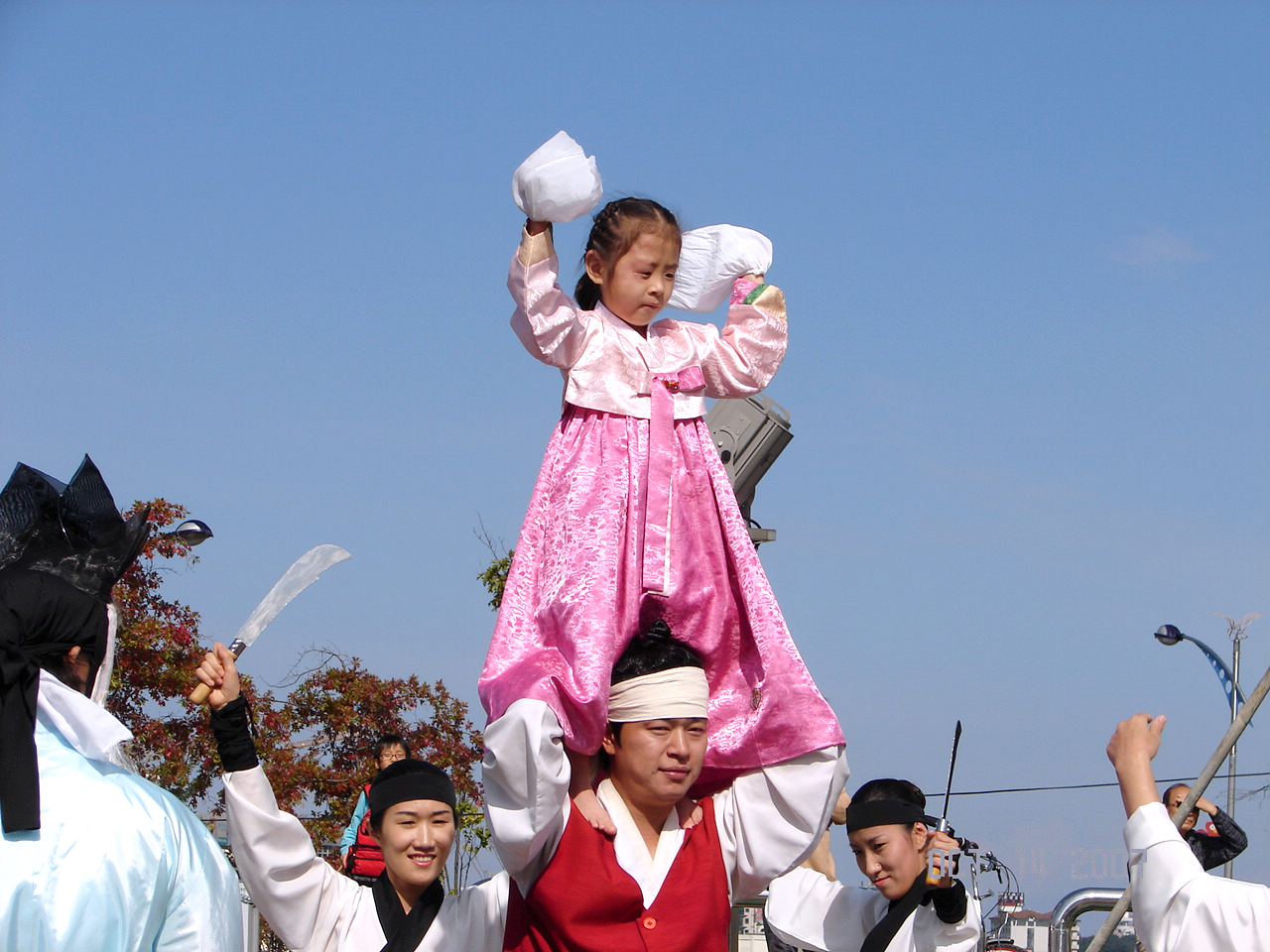
Bukcheong sajanori
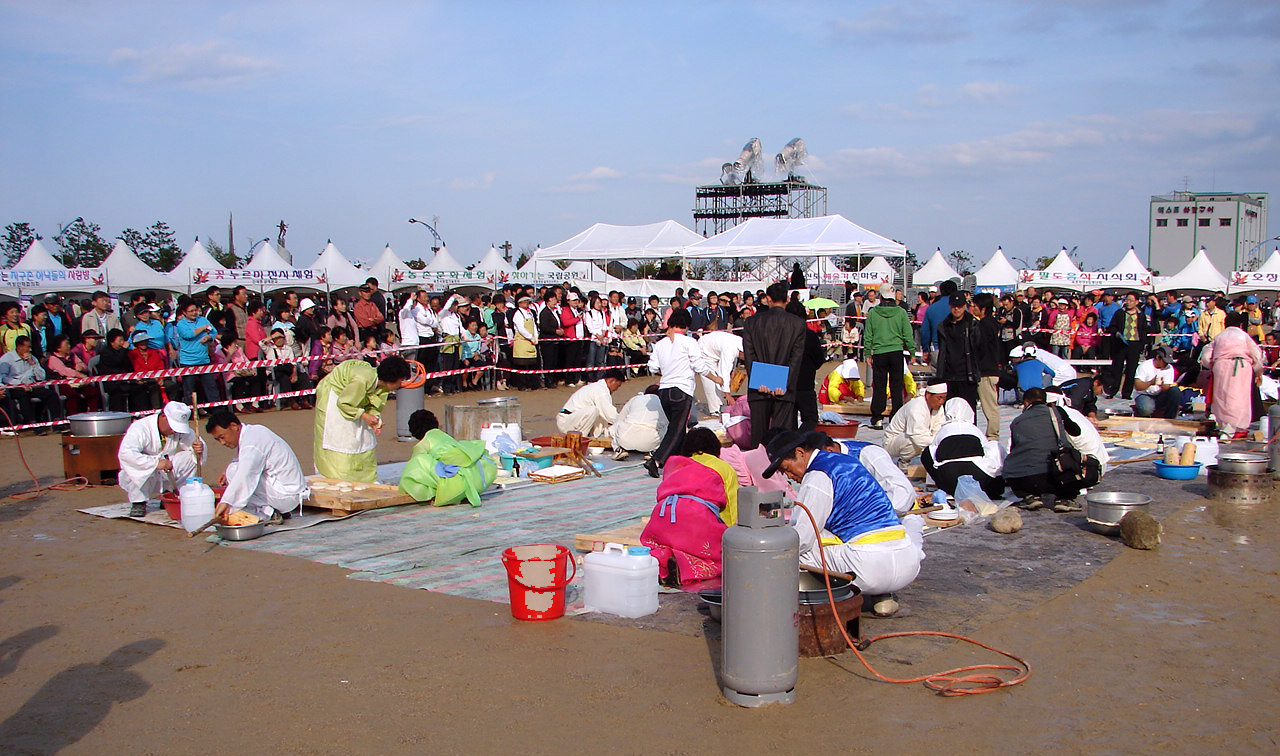
Tteok

## Aeropuerto
El aeropuerto de Sokcho (속초공항) (IATA:SHO) tiene una sola pista de 1.500 metros y está a 25 m sobre el nivel del mar. Este aeropuerto se cerró para darle paso al Aeropuerto Internacional de Yangyang.

## Clima
| Parámetros climáticos promedio de Sokcho (1991−2020) | Parámetros climáticos promedio de Sokcho (1991−2020) | Parámetros climáticos promedio de Sokcho (1991−2020) | Parámetros climáticos promedio de Sokcho (1991−2020) | Parámetros climáticos promedio de Sokcho (1991−2020) | Parámetros climáticos promedio de Sokcho (1991−2020) | Parámetros climáticos promedio de Sokcho (1991−2020) | Parámetros climáticos promedio de Sokcho (1991−2020) | Parámetros climáticos promedio de Sokcho (1991−2020) | Parámetros climáticos promedio de Sokcho (1991−2020) | Parámetros climáticos promedio de Sokcho (1991−2020) | Parámetros climáticos promedio de Sokcho (1991−2020) | Parámetros climáticos promedio de Sokcho (1991−2020) | Parámetros climáticos promedio de Sokcho (1991−2020) |
| Mes                                                  | Ene.                                                 | Feb.                                                 | Mar.                                                 | Abr.                                                 | May.                                                 | Jun.                                                 | Jul.                                                 | Ago.                                                 | Sep.                                                 | Oct.                                                 | Nov.                                                 | Dic.                                                 | Anual                                                |
| ---------------------------------------------------- | ---------------------------------------------------- | ---------------------------------------------------- | ---------------------------------------------------- | ---------------------------------------------------- | ---------------------------------------------------- | ---------------------------------------------------- | ---------------------------------------------------- | ---------------------------------------------------- | ---------------------------------------------------- | ---------------------------------------------------- | ---------------------------------------------------- | ---------------------------------------------------- | ---------------------------------------------------- |
| Temp. máx. abs. (°C)                                 | 15.8                                                 | 19.1                                                 | 26.9                                                 | 32.5                                                 | 34.3                                                 | 35.3                                                 | 37.1                                                 | 38.7                                                 | 34.1                                                 | 29.3                                                 | 23.9                                                 | 17.8                                                 | 38.7                                                 |
| Temp. máx. media (°C)                                | 4.2                                                  | 6.0                                                  | 10.6                                                 | 16.5                                                 | 20.9                                                 | 23.5                                                 | 26.7                                                 | 27.5                                                 | 24.0                                                 | 19.5                                                 | 13.1                                                 | 6.6                                                  | 16.6                                                 |
| Temp. media (°C)                                     | 0.1                                                  | 1.9                                                  | 6.3                                                  | 11.9                                                 | 16.3                                                 | 19.9                                                 | 23.4                                                 | 24.1                                                 | 20.1                                                 | 15.1                                                 | 8.8                                                  | 2.5                                                  | 12.5                                                 |
| Temp. mín. media (°C)                                | −3.8                                                 | −2.2                                                 | 1.8                                                  | 7.3                                                  | 12.1                                                 | 16.5                                                 | 20.6                                                 | 21.2                                                 | 16.5                                                 | 10.8                                                 | 4.7                                                  | −1.5                                                 | 8.7                                                  |
| Temp. mín. abs. (°C)                                 | -16.4                                                | -16.2                                                | -11.6                                                | -3.5                                                 | 3.8                                                  | 6.6                                                  | 12.6                                                 | 13.7                                                 | 9.5                                                  | -0.3                                                 | -8.7                                                 | -14.7                                                | -16.4                                                |
| Precipitación total (mm)                             | 43.5                                                 | 45.9                                                 | 52.3                                                 | 73.3                                                 | 88.5                                                 | 119.5                                                | 265.6                                                | 298.0                                                | 200.6                                                | 87.9                                                 | 92.0                                                 | 40.1                                                 | 1407.2                                               |
| Días de precipitaciones (≥ 0.1 mm)                   | 5.8                                                  | 5.9                                                  | 8.3                                                  | 8.6                                                  | 9.3                                                  | 11.5                                                 | 15.7                                                 | 15.2                                                 | 11.7                                                 | 7.0                                                  | 7.9                                                  | 4.7                                                  | 111.6                                                |
| Horas de sol                                         | 185.4                                                | 176.9                                                | 194.9                                                | 211.9                                                | 216.3                                                | 172.4                                                | 146.3                                                | 152.4                                                | 166.8                                                | 189.8                                                | 169.0                                                | 184.3                                                | 2166.4                                               |
| Humedad relativa (%)                                 | 49.0                                                 | 53.2                                                 | 58.0                                                 | 60.5                                                 | 68.6                                                 | 78.7                                                 | 82.2                                                 | 82.3                                                 | 77.8                                                 | 65.6                                                 | 56.0                                                 | 47.9                                                 | 65                                                   |
| Fuente n.º 1: Agencia Meteorológica de Corea         |                                                      |                                                      |                                                      |                                                      |                                                      |                                                      |                                                      |                                                      |                                                      |                                                      |                                                      |                                                      |                                                      |
| Fuente n.º 2: 기상청                                 |                                                      |                                                      |                                                      |                                                      |                                                      |                                                      |                                                      |                                                      |                                                      |                                                      |                                                      |                                                      |                                                      |

## Ciudades hermanas
- Jeongeup.
- Distrito Jung-gu, Seúl.
- Yonago.
- Sakaiminato.
- Condado de Taitung.
- Condado Hunchun, Prefectura autónoma coreana de Yanbian.
- Gresham.